# Europese kampioenschappen jachtgeweer 2000
De Europese kampioenschappen jachtgeweer 2000 waren door de European Shooting Confederation (ESC) georganiseerde kampioenschappen voor schutters in het kleiduifschieten. De 46e editie van de Europese kampioenschappen vond plaats in de Italiaanse Montecatini.

## Resultaten

### Trap
| Onderdeel   | Goud                                             | Zilver                                       | Brons                                         |
| ----------- | ------------------------------------------------ | -------------------------------------------- | --------------------------------------------- |
| Heren       |                                                  |                                              |                                               |
| Individueel | Joao Rebelo                                      | Aleksej Alipov                               | Giovanni Pellielo                             |
| Team        | Giovanni Pellielo Rodolfo Vigano Marco Venturini | Joao Rebelo Manuel Silva Ezequiel Custodio   | Kevin Gill Peter Boden Ian Peel               |
| Dames       |                                                  |                                              |                                               |
| Individueel | Anne Focan                                       | Roberta Pelosi                               | Susanne Kiermayer                             |
| Team        | Roberta Pelosi Christina Bocca Giulia Iannotti   | Susanne Kiermayer Silke Hüsing Sonja Scheibl | Irina Laritsjeva Jelena Rabaja Jelena Tkatsch |

### Dubbele trap
| Onderdeel   | Goud                                             | Zilver                                        | Brons                                             |
| ----------- | ------------------------------------------------ | --------------------------------------------- | ------------------------------------------------- |
| Heren       |                                                  |                                               |                                                   |
| Individueel | Vasily Mosin                                     | Jean-Paul Gros                                | Emanuele Bernasconi                               |
| Team        | Vasily Mosin Aleksej Alipov Vitali Fokejev       | Raimo Kauppila Joonas Olkkonen Mikko Makitalo | Richard Faulds Charles Dean John Bellamy          |
| Dames       |                                                  |                                               |                                                   |
| Individueel | Susanne Kiermayer                                | Pia Julin                                     | Pia Hansen                                        |
| Team        | Nadia Innocenti Giovanna Pasello Arianna Perilli | Pia Julin Riita-Mari Vainio Satu Pusila       | Irina Laritsjeva Jelena Tkatsch Lilja Kutschagina |

### Skeet
| Onderdeel   | Goud                                              | Zilver                                                  | Brons                                       |
| ----------- | ------------------------------------------------- | ------------------------------------------------------- | ------------------------------------------- |
| Heren       |                                                   |                                                         |                                             |
| Individueel | Pietro Genga                                      | Jan Sychra                                              | Andrea Benelli                              |
| Team        | Pietro Genga Andrea Benelli Ennio Falco           | Antonis Andreaou George Achilleos Kyrlacos Christoforou | Jan Sychra Petr Malek Leos Hlavacek         |
| Dames       |                                                   |                                                         |                                             |
| Individueel | Maarit Lepomäki                                   | Diana Igaly                                             | Yerjanik Avetisyan                          |
| Team        | Svetlana Demina Jerdjanik Awetisjan Olga Panarina | Diana Igaly Ibolya Gobolos Erzsebet Vasvari             | Maarit Lepomäki Katja Poutanen Kirsi Sukula |

1955 · 1956 · 1957 · 1958 · 1959 · 1960 · 1961 · 1962 · 1963 · 1964 · 1965 · 1966 · 1967 · 1968 · 1969 · 1970 · 1971 · 1972 · 1973 · 1974 · 1975 · 1976 · 1977 · 1978 · 1979 · 1980 · 1981 · 1982 · 1983 · 1984 · 1985 · 1986 · 1987 · 1988 · 1989 · 1990 · 1991 · 1992 · 1993 · 1994 · 1995 · 1996 · 1997 · 1998 · 1999 · 2000 · 2001 · 2002 · 2003 · 2004 · 2005 · 2006 · 2007 · 2008 · 2009 · 2010 · 2011 · 2012 · 2013 · 2014 · 2015 · 2016 · 2017 · 2018 · 2019 · 2020 · 2021 · 2022 · 2023 · 2024 ·